# Cambridgeshire and Isle of Ely
Cambridgeshire and Isle of Ely var ett grevskap 1965–1974 när det uppgick i Cambridgeshire, i England. Grevskapet hade 303 042 invånare år 1971. Cambridge var administrativt centrum.

## Distrikt
- Cambridge
- Chatteris
- Chesterton
- Chesterton
- Ely
- Ely
- March
- Newmarket
- North Witchford
- South Cambridgeshire
- Whittlesey
- Wisbech
- Wisbech[2]